# Juan Carlos Ablanedo
Juan Carlos Ablanedo Iglesias (født 2. september 1963 i Mieres, Spanien) er en tidligere spansk fodboldspiller, der spillede som målmand. Han spillede på klubplan hele sin karriere, mellem 1982 og 1999, hos Sporting Gijón. Derudover spillede han fire kampe for Spaniens landshold. Han debuterede for holdet 24. september 1986 i et opgør mod Grækenland, og var som reservemålmand en del af den spanske trup til både VM i 1986 og VM i 1990.